# Cookéite
Vous lisez un « bon article » labellisé en 2011.
La cookéite est une espèce minérale du groupe des silicates et du sous-groupe des phyllosilicates, de la famille des chlorites, de formule LiAl4(Si3Al)O10(OH)8. Ce minéral tendre et peu dense, de couleur variable, a une structure cristalline formée d'un empilement alterné de couches LiAl2(OH)6 et Al2O4(OH)2Si8O12 et présente plusieurs polytypes. La cookéite est souvent trouvée comme produit d'altération hydrothermale de silicates dans les pegmatites. Elle se forme à température relativement basse (moins de 200 °C) et à pression variable.

## Historique de la description et appellations

### Inventeur et étymologie
La cookéite a été décrite en 1866 par le minéralogiste George Jarvis Brush et dédiée à Josiah Parsons Cooke (1827-1894), minéralogiste et chimiste américain  à l'Université Harvard, Cambridge, Massachusetts.

### Topotype
Le gisement topotype se trouve dans la carrière Mt Mica Quarry, Paris, comté d’Oxford, Maine, aux États-Unis.
Les échantillons types sont déposés à l’Université Yale, New Haven, Connecticut, États-Unis (No 2.3728).

## Caractéristiques physico-chimiques

### Critères de détermination
La cookéite est un minéral de couleur blanche, présentant des teintes vertes, brunes, dorées ou rosées plus ou moins prononcées. Elle se présente sous la forme de cristaux pseudo-hexagonaux, de sphérules, d'agrégats radiés ou fibreux. Son éclat est nacré ou soyeux, elle est transparente à translucide. Elle est flexible mais non élastique, présente un clivage parfait sur le plan {001} et sa cassure est micacée (formation de feuillets minces ou paillettes).
La cookéite est un minéral tendre car sa dureté ne varie que de 2,5 à 3,5 sur l'échelle de Mohs. Elle est de plus peu dense, sa densité mesurée variant de 2,58 à 2,69. La cookéite présente un pléochroïsme de couleur vert pâle à rose selon les axes X et Y et incolore à jaune pâle selon l'axe Z. Son trait est blanc et elle présente assez régulièrement une fluorescence jaune-crème.

### Composition chimique
La cookéite, de formule LiAl4(Si3Al)O10(OH)8, a une masse moléculaire de 522,16 u, soit 8,67 × 10−25 kg. Elle est donc composée des éléments suivants :
| Élément   | Nombre (formule)    | Masse des atomes (u) | % de la masse moléculaire |
| --------- | ------------------- | -------------------- | ------------------------- |
| Lithium   | 1                   | 6,94                 | 1, 33 %                   |
| Silicium  | 3                   | 84,26                | 16,14 %                   |
| Aluminium | 5                   | 134,91               | 25,84 %                   |
| Hydrogène | 8                   | 8,06                 | 1,54 %                    |
| Oxygène   | 18                  | 287,99               | 55,15 %                   |
|           | Total : 35 éléments | Total : 522,16 u     | Total : 100 %             |

Les impuretés souvent rencontrées dans la cookéite sont le fer, le manganèse, le magnésium, le calcium, le sodium et le potassium.
Le silicium des couches de silicate peut être en partie substitué par de l'aluminium, du bore ou du béryllium, avec un rapport (Al,B,Be)/Si plutôt constant.

### Cristallochimie
La cookéite est un polytype des chlorites.
Selon la classification de Strunz, elle fait partie de la classe des silicates (IX), plus précisément des phyllosilicates (9.E) micacés composés de réseaux tétraédriques et octaédriques (9.EC).
| Minéral            | Formule                                | Groupe ponctuel                 | Groupe d'espace |
| ------------------ | -------------------------------------- | ------------------------------- | --------------- |
| Baileychlore       | (Zn,Al)3[Fe2Al][Si3AlO10](OH)8         | 1 ou 1                          | C1 ou C1        |
| Borocookéite       | Li1+3xAl4-x(BSi3)O10(OH,F)8 (x ≤ 0,33) | 2/m                             | C2/m            |
| Chamosite          | (Fe,Mg,Fe)5Al(Si3Al)O10(OH,O)8         | 2/m                             | C2/m            |
| Clinochlore        | (Mg,Fe)5Al(Si3Al)O10(OH)8              | 2/m                             | C2/m            |
| Cookéite           | LiAl4(Si3Al)O10(OH)8                   | 1, 2 ou 2/m                     | C1, C2 ou Cc    |
| Donbassite         | Al2[Al2,33][Si3AlO10](OH)8             | 2/m                             | C2/m            |
| Franklinfurnacéite | Ca(Fe,Al)Mn4Zn2Si2O10(OH)8             | 2                               | C2              |
| Glagolevite        | NaMg6[Si3AlO10](OH,O)8·H2O             | 1                               | C1              |
| Gonyérite          | Mn3[Mn3Fe][(Si,Fe)4O10](OH,O)8         | orthorhombique pseudo-hexagonal | inconnu         |
| Nimite             | (Ni,Mg,Fe)5Al(Si3Al)O10(OH)8           | 2/m                             | C2/m            |
| Odinite            | (Fe,Mg,Al,Fe,Ti,Mn)2,5(Si,Al)2O5(OH)4  | m                               | Cm              |
| Orthochamosite     | (Fe,Mg,Fe)5Al(Si3Al)O10(OH,O)8         | orthorhombique pseudo-hexagonal | inconnu         |
| Pennantite         | Mn5Al(Si3Al)O10(OH)8                   | 2/m                             | C2/m            |
| Sudoïte            | Mg2(Al,Fe)3Si3AlO10(OH)8               | 2/m                             | C2/m            |

Selon la classification de Dana, la cookéite se trouve dans la classe des phyllosilicates (classe 71) dont les couches de silicate sont formées par des anneaux à six membres avec une alternance de couches 2:1 (deux couches de tétraèdres T autour d'une couche d'octaèdres O) et de couches 1:1 (couche isolée d'octaèdres) (71.04) et plus précisément dans le groupe des chlorites (71.04.01).

### Cristallographie

#### Généralités
La cookéite cristallise généralement dans le système cristallin monoclinique. Son groupe d'espace peut être C2, Cc (monoclinique) ou C1 (triclinique).
Sa structure consiste en un empilement de couches contenant les éléments métalliques et de couches d'aluminosilicates. Le polyèdre de coordination des éléments métalliques est un octaèdre dont les sommets sont les anions O2− ou des groupes hydroxyles (OH)−. Les couches d'aluminosilicates contiennent une couche d'aluminium en coordination octaédrique et deux couches d'aluminosilicates formées par des anneaux à six-membres (Si,Al)6O18 de tétraèdres (Si,Al)O4. Les couches sont reliées entre elles par des liaisons hydrogène.
Il existe deux types de couches d'octaèdres, notées O et O', qui diffèrent par leur taux de remplissage. Les cookéites appartiennent aux chlorites « di, trioctaédriques », c'est-à-dire qu'elles possèdent :
- une couche d'octaèdres O dont tous les sites sont occupés par les éléments métalliques (couche trioctaédrique) ;
- une couche d'octaèdres O' moins dense dont les sites ne sont occupés qu'aux deux tiers (couche dioctaédrique). Les sites octaédriques non occupés sont appelés « sites vacants ». Cette couche est entourée de deux couches d'anneaux à six membres de tétraèdres d'aluminosilicate, notées T, pour former des couches T-O'-T.

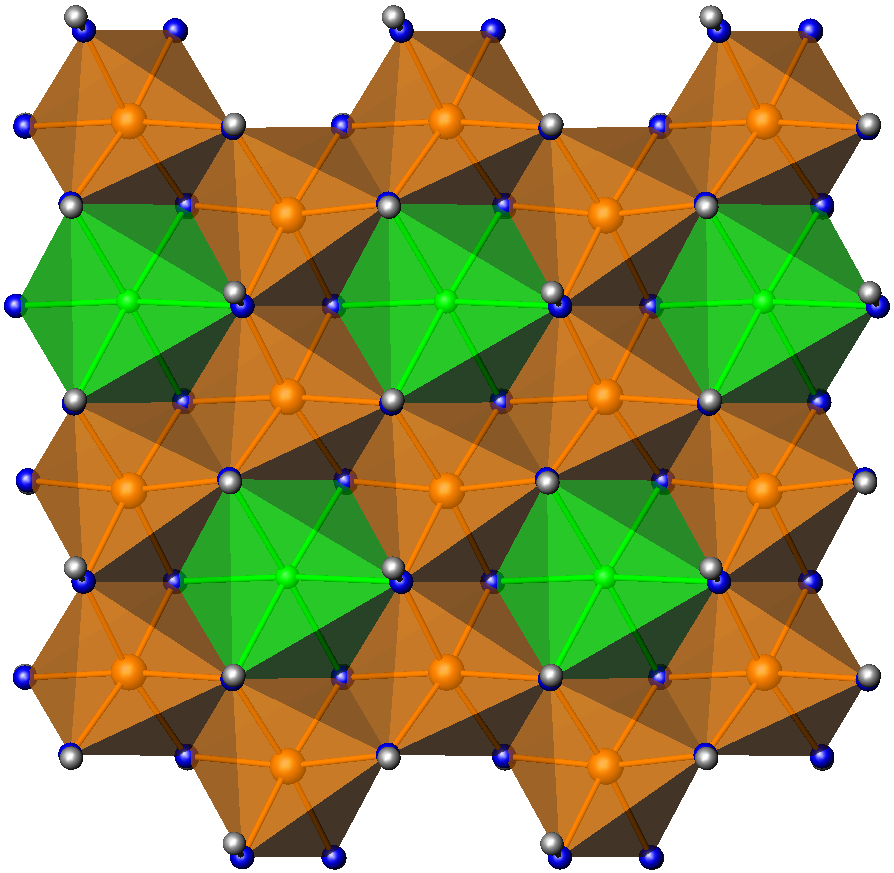
Couche trioctaédrique O, de composition chimique LiAl2(OH)6.
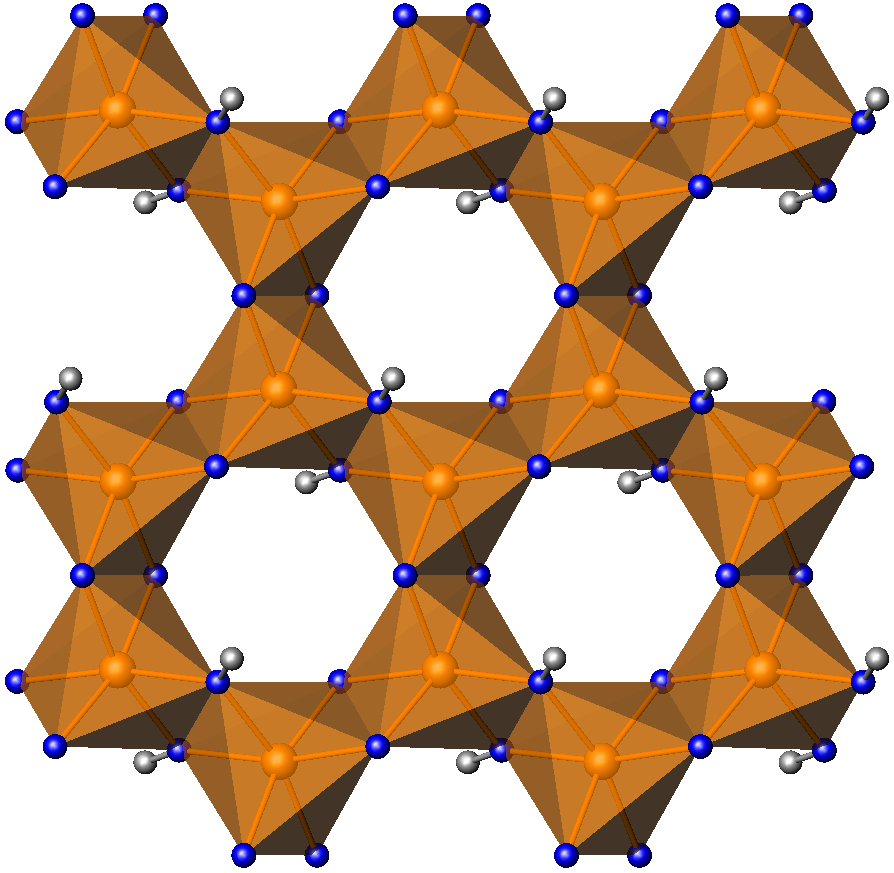
Couche dioctaédrique O', de composition chimique Al2O4(OH)2.
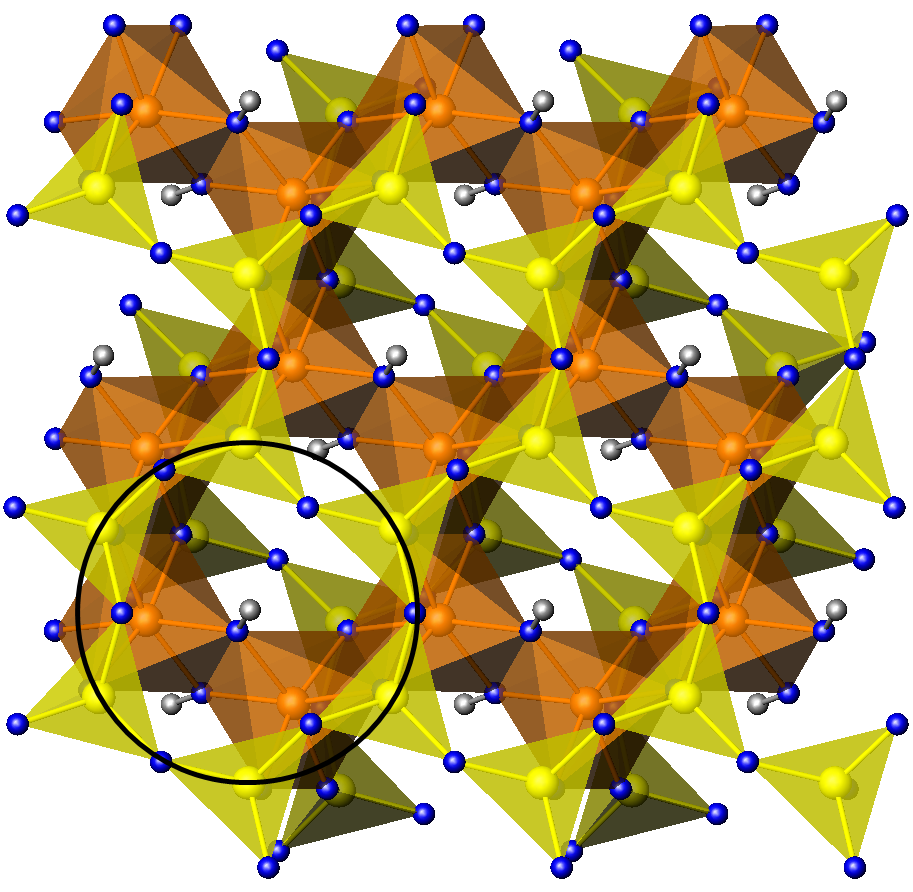
Couche d'aluminosilicate T-O'-T. Le cercle noir indique les anneaux à six membres.

La couche O contient les cations métalliques Al3+ et Li+. La distribution de ceux-ci n'est pas ordonnée dans la structure : les sites octaédriques peuvent accueillir soit Al3+, soit Li+, mais l'occupation des sites par ces cations varie d'une maille à l'autre de façon non périodique. Pour cette raison, les sites octaédriques sont qualifiés de sites d'« occupation mixte ». L'occupation d'un site par différentes espèces chimiques est décrite par ses pourcentages d'occupation, c'est-à-dire par la probabilité d'y trouver une certaine espèce chimique. Par exemple, la couche trioctaédrique O de la cookéite r représentée ci-dessus possède trois sites différents, dont deux sont majoritairement occupés par l'aluminium (octaèdres orange) et le troisième est majoritairement occupé par le lithium (octaèdres verts). De même, les sites tétraédriques des anneaux à six-membres (Si,Al)6O18 sont à occupation mixte de silicium et d'aluminium (en jaune dans la figure).
La structure de la cookéite peut être vue comme un empilement alternatif de couches de type brucite et de couches de type talc. En effet, la brucite Mg(OH)2 est constituée de couches Mg3OH6 et le talc Mg3(Si4O10)(OH)2 est constitué de couches Mg2O4(OH)2Si8O12. Dans la cookéite, les cations Li+ et Al3+ prennent la place des cations Mg2+ dans les couches de type brucite (couches O) et talc (couches O').
L'empilement des couches n'est pas identique dans toutes les cookéites : il existe plusieurs polytypes, qui se distinguent par la longueur de la période d'empilement (paramètre de maille {\displaystyle c} pour les cookéites monocliniques).

#### Cookéite r

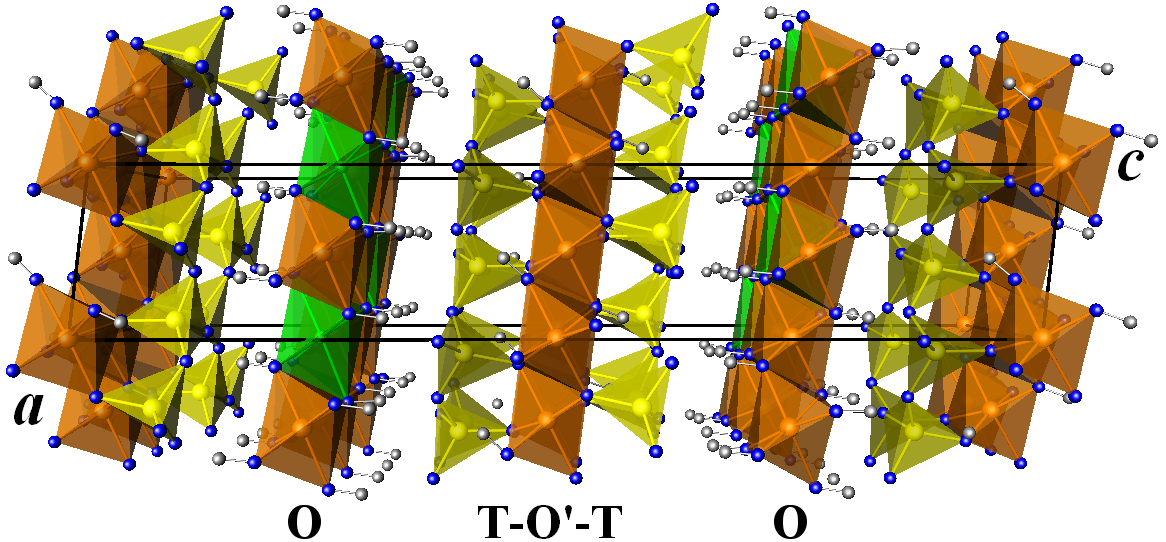
Structure de la cookéite r, projetée le long de la direction b (vue en perspective). Jaune : Si, orange : Al, vert : Li, bleu : O, gris : H. La structure en anneaux à six membres des couches T est particulièrement visible dans la couche de gauche.

La cookéite r est une cookéite rare riche en lithium de formule Al2(Al2Li)(Si3,04Al0,96)O10(OH)8. Elle cristallise dans le groupe d'espace Cc, avec  Z = 4 unités formulaires par maille conventionnelle. Ses paramètres de maille sont {\displaystyle a} = 5,158 Å, {\displaystyle b} = 8,940 Å, {\displaystyle c} = 28,498 Å et β = 96,6° (volume de la maille V = 1 305,41 Å3) et sa masse volumique calculée est 2,66 g/cm3.
Sa structure est constituée d'un empilement alternatif de deux types de couches, notées O et T-O'-T, parallèles au plan (a, b).
Les couches O, de composition LiAl2(OH)6+, sont constituées d'octaèdres (Al,Li)(OH)6 reliés par leurs arêtes. Tous les octaèdres sont à occupation mixte d'aluminium et de lithium. Les cations de la couche O sont distribués sur trois sites non équivalents par symétrie. Deux tiers des sites sont préférentiellement occupés par Al3+ à 91 % (octaèdres orange dans la figure ci-contre), un tiers des sites contient 82 % de Li+ (octaèdres verts). La longueur de liaison (Al,Li)-OH moyenne est 1,95 Å pour les octaèdres contenant majoritairement de l'aluminium et 2,11 Å pour les autres.
Les couches T-O'-T, de composition Al2O4(OH)2Si8O12, sont constituées d'une couche O' d'octaèdres AlO4(OH)2 contenant exclusivement de l'aluminium, entourée de deux couches T de tétraèdres (Si,Al)4O10, structurées sous forme d'anneaux à six membres (Si,Al)6O18 dans lesquels les tétraèdres (Si,Al)O4 ont une occupation mixte de silicium et d'aluminium. Les cations Al3+ des couches O' sont distribués sur deux sites non équivalents par symétrie, avec une longueur de liaison Al-O moyenne de 1,92 Å. Les cations (Si4+,Al3+) des couches T sont distribués sur quatre sites non équivalents, avec une longueur de liaison (Si,Al)-O moyenne de 1,66 Å.
Il existe deux couches T-O'-T dans la cookéite r : la première est située au bord de la maille, autour du plan de coordonnées ({\displaystyle x}, {\displaystyle y}, {\displaystyle z=0}), la deuxième est située au centre de la maille, autour du plan de coordonnées ({\displaystyle x}, {\displaystyle y}, {\displaystyle z=}1/2). Ces deux couches sont identiques et équivalentes par le miroir translatoire c de coordonnées ({\displaystyle x}, {\displaystyle y}, {\displaystyle z=}1/4),. Comme la couche O' ne possède qu'un site vacant dans la maille, lors de l'empilement des couches, les sites vacants des deux couches sont décalés dans le plan (a, b).

#### Autres cookéites
Une cookéite de formule (Al1,85Fe0,13)(Li0,65Al1,96)(Si3,4Al0,6)O10,35(OH)7,65 provenant du dépôt de bauxite de Djalair en Asie centrale a été décrite dans le groupe d'espace triclinique C1 (Z = 2 unités formulaires par maille), avec les paramètres de maille {\displaystyle a} = 5,14 Å, {\displaystyle b} = 8,90 Å, {\displaystyle c} = 14,15 Å, α = 90,55°, β = 96,2° et γ = 90° (volume de la maille V = 643,49 Å3). Elle présente une masse volumique calculée de 2,69 g/cm3. Sa structure est notée IIa dans la nomenclature des polytypes des chlorites.
Le paramètre de maille {\displaystyle c} de la cookéite IIa est la moitié de celui de la cookéite r : la différence entre ces deux structures vient de l'empilement des couches O et T-O'-T. À l'intérieur des couches même, il n'y a pas de différence structurelle notable entre cette cookéite et la cookéite r. Cependant, les couches dioctaédriques O' de la cookéite IIa sont toutes identiques et ordonnées de façon à avoir les sites vacants les uns au-dessus des autres dans la direction d'empilement des couches, alors que dans la cookéite r, du fait du miroir translatoire c, les sites vacants des couches O' ne se superposent pas.
Remarque : il existe deux groupes d'espace dans le système triclinique : P1 et P1. La symétrie de cette cookéite est P1 ; sa description dans le groupe d'espace non conventionnel C1, induisant une maille doublée artificiellement dans le plan (a, b) par rapport à la maille conventionnelle primitive, permet de comparer plus facilement sa structure avec celle des cookéites monocliniques.

## Gîtes et gisements

### Gîtologie et minéraux associés

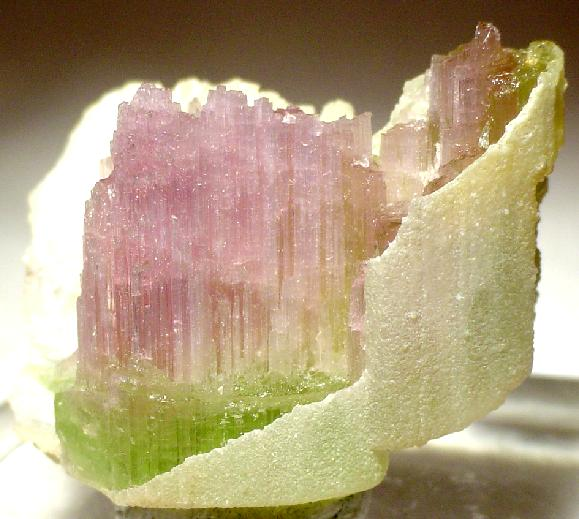
Une fine couche de cookéite encercle une elbaïte verte à la base, mauve au sommet.

La cookéite est souvent un produit de l'altération hydrothermale de minéraux contenant du lithium, tels que la lépidolite ou certaines tourmalines, dans les pegmatites,. Elle peut aussi se trouver dans les veines hydrothermales à l'état primaire.
Elle est souvent associée aux minéraux suivants : albite, lépidolite, microcline, pétalite, quartz, spodumène, tourmaline.

### Gisements producteurs de spécimens remarquables
- Allemagne

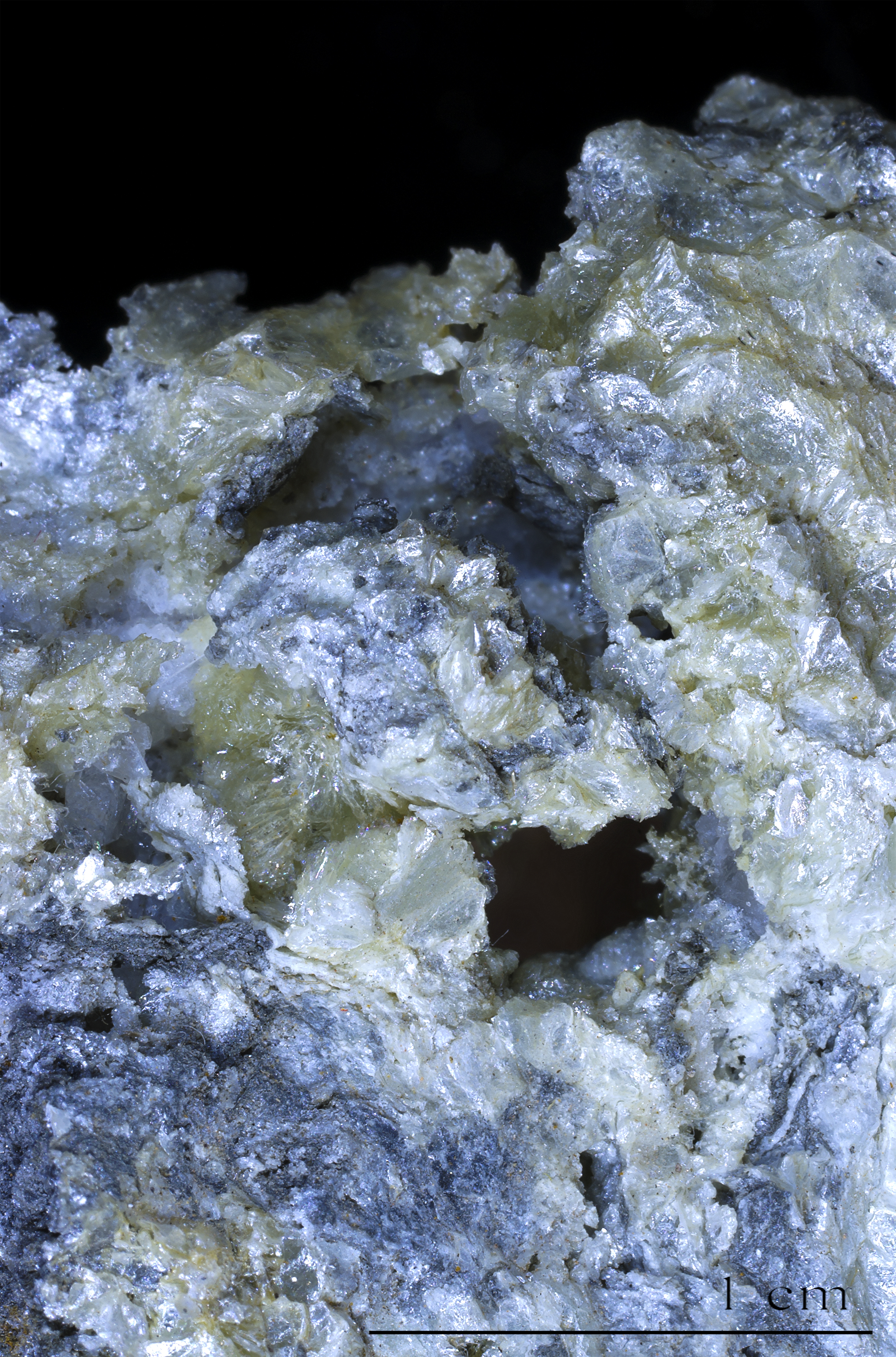
Spécimen de Couledoux, Haute-Garonne, France.

Mine d'uranium dans la vallée de la Krunkelbach, Menzenschwand, Forêt-Noire, Bade-Wurtemberg
- Bolivie

Mine Siglo Veinte (XX), Llallagua, province de Rafael Bustillo, département de Potosí
- Canada

Mine Tanco, Lac-du-Bonnet (Bernic Lake), Manitoba
- Chine

Mine Yaogangxian, Xian de Yizhang, Chenzhou, Hunan
- États-Unis

Carrière Mt Mica, Paris, comté d'Oxford, Maine (topotype)
- France

Goutasson, Couledoux, Haute-Garonne, Occitanie
- Madagascar

Tsarafara Sud, vallée de Sahatany, champs de pegmatites de Sahatany, Vakinankaratra, province d'Antananarivo
- République tchèque

Huber Stock, Krásno, Horní Slavkov, district de Sokolov, région de Karlovy Vary, Bohême

## Croissance des minéraux
La cookéite est un produit d'altération de silicates. Dans les zones de bas degré métamorphique, elle est associée à la pyrophyllite. Dans les zones de haut degré métamorphique, elle se forme principalement par altération du disthène.
Une étude d'échantillons recueillis dans le champ stannifère d'Ardlethan en Australie a montré que la cookéite se forme dans les interstices poreux des brèches granitiques contenant du quartz, des sulfures (comme la pyrite), de la cassitérite, de la tourmaline et de la fluorine. Elle apparaît à des températures relativement basses (entre 150 °C et 200 °C) dans des conditions hydrothermales, après la formation des autres minéraux dans la brèche. Le lithium présent dans la cookéite provient d'un transport hydrothermal de fluides magmatiques.
La pression semble surtout avoir une influence sur le degré de cristallinité et la composition de la cookéite. À basses pressions, l'empilement des couches n'est pas très régulier et la cookéite peut contenir beaucoup d'impuretés de substitution. À des pressions plus élevées (supérieures à 10 kbar), la structure est plus ordonnée, ce qui produit un meilleur degré de cristallinité, et la cookéite est plus pure. Cependant, cette relation directe entre pression et structure a été remise en cause par la découverte de plusieurs échantillons de cookéite de cristallinités différentes dans le même échantillon d'une zone à basse pression. Les cookéites issues de hautes pressions présentent toujours un haut degré de cristallinité, mais des cookéites ordonnées peuvent aussi être trouvées à basse pression. Les cristaux de faible cristallinité supposés caractéristiques des basses pressions n'auraient simplement pas encore atteint l'équilibre thermodynamique des cristaux ordonnés à cause d'autres facteurs comme la déformation du milieu ou l'environnement chimique.